# Paraprenanthes sororia
Paraprenanthes sororia là một loài thực vật có hoa trong họ Cúc. Loài này được (Miq.) C.Shih mô tả khoa học đầu tiên năm 1988.